# Coccophagus debachi
Coccophagus debachi is een vliesvleugelig insect uit de familie Aphelinidae. De wetenschappelijke naam is voor het eerst geldig gepubliceerd in 2005 door Myartseva & Ruíz.